# Pietro da Gubbio
Pietro da Gubbio (Gubbio, ... – Gubbio, 1306 circa) è stato un religioso italiano. Sacerdote dell'Ordine di Sant'Agostino, il suo culto come beato è stato confermato da papa Pio IX nel 1847.

## Biografia
Secondo gli storici del Seicento Ludovico Jacobilli e Luigi Torelli, Pietro apparteneva alla famiglia Ghisenghi, studiò a Perugia e Parigi ottenendo il dottorato in diritto e, rientrato in patria, abbracciò la vita religiosa tra gli eremitani della congregazione di Brettino nel convento di Sant'Agostino a Gubbio.
Dopo il 1256, quando i brettinesi si unirono ad altre congregazioni nell'ordine agostiniano, sarebbe stato nominato provinciale di Francia, ma la notizia (riportata solo da Jacobilli) pare essere priva di fondamento.

## Il culto
Il nome di Pietro è ricordato tra quelli degli eremitani di santa vita sin dal Trecento (l'agostiniano Enrico d'Alemagna, morto nel 1344, lo cita nel suo Tractatus de origine et progressu Ordinis fratrum eremitarum Sancti Augustini). Il suo corpo, inizialmente sepolto nella tomba comune dei frati, fu poi trasferito nella cappella della Samaritana nella chiesa di Sant'Agostino e nel 1666 fu traslato nella cappella di San Tommaso di Villanova.
Papa Pio IX, con decreto del 5 marzo 1847, ne confermò il culto con il titolo di beato.
Il suo elogio si legge nel martirologio romano al 23 marzo.